# Franklin Morales
Franklin Miguel Morales (né le 24 janvier 1986 à San Juan de Los Morros, Guárico, Venezuela) est un lanceur de relève gaucher des Blue Jays de Toronto de la Ligues majeures de baseball.
Il remporte la Série mondiale 2013 avec les Red Sox de Boston et la Série mondiale 2015 avec les Royals de Kansas City.

## Carrière

### Rockies du Colorado

#### Saison 2007
Franklin Morales signe son premier contrat professionnel en 2002 avec les Rockies du Colorado. Il dispute sa première partie dans les majeures le 18 août 2007, amorçant le match des Rockies face aux Dodgers de Los Angeles. Il quitte en sixième manches et ne reçoit ni victoire, ni défaite. Après deux défaites, le lanceur partant gagne sa première partie dans les grandes ligues le 11 septembre 2007 sur les Phillies de Philadelphie, qu'il blanchit en cinq manches. Le 21 septembre à San Diego, il blanchit les Padres, ne leur accorde qu'un seul coup sûr et retire six frappeurs adverses sur des prises en six manches de travail. Colorado gagne la partie, mais Morales ne reçoit pas la victoire.
La recrue à l'occasion de jouer pour la première fois en séries d'après-saison et il apparaît dans chacune des trois rondes éliminatoires au cours desquelles Colorado remporte pour la première fois le championnat de la Ligue nationale. Morales est toutefois chancelant en Série mondiale 2007, la finale où les Rockies s'inclinent devant les Red Sox de Boston, alors qu'il accorte sept points mérités en seulement trois manches au monticule. Colorado fait appel à lui dans deux des quatre matchs de la série.
Après avoir passé le dernier droit de la saison avec le club du Colorado, Morales montre à la fin de la 2007 un dossier de trois gains et deux revers, et une moyenne de points mérités de 3,43 en huit départs.

#### Saison 2008
Il joue la majeure partie de l'année 2008 dans les ligues mineures, n'étant rappelé par Colorado que pour cinq départs. Il gagne une partie, en perd deux, et termine avec une moyenne élevée de 6,39.

#### Saison 2009
Les Rockies entreprennent de convertir leur jeune gaucher en releveur : au cours de la saison 2009, 38 de ses 40 présences au monticule sont dans ce rôle. On lui confie la balle à quelques reprises en fin de partie et il enregistre sept sauvetages. Sa fiche victoires-défaites est de 3-2 avec une moyenne de points mérités de 4,50 et 41 retraits sur des prises en 40 manches lancées. L'aventure des Rockies en séries éliminatoires s'avère brève cette année-là, mais Morales blanchit tout de même les Phillies de Philadelphie, à qui il n'accorde ni point ni coup sûr en deux manches et deux tiers dans la Série de division de la Ligue nationale.

#### Saison 2010
Franklin Morales est utilisé uniquement en relève en 2010, mais livre des performances inconstantes. Il apparaît dans 35 matchs des Rockies, ne totalisant que 28 manches et deux tiers au monticule. Malgré 27 retraits au bâton durant ces sorties, sa moyenne de points mérités est très élevée (6,28) et il encaisse la défaite dans ses quatre décisions. Il accorde de plus à l'adversaire 24 buts-sur-balles. En début d'année, il est placé sur la liste des blessés pour des malaises à l'épaule. Il termine bien la saison après une année jusque-là difficile : après son rappel des mineures en août, il limite les frappeurs adverses à une moyenne au bâton de ,185. Dans le rôle de stoppeur, il réussit trois sauvetages en 2010.

### Red Sox de Boston

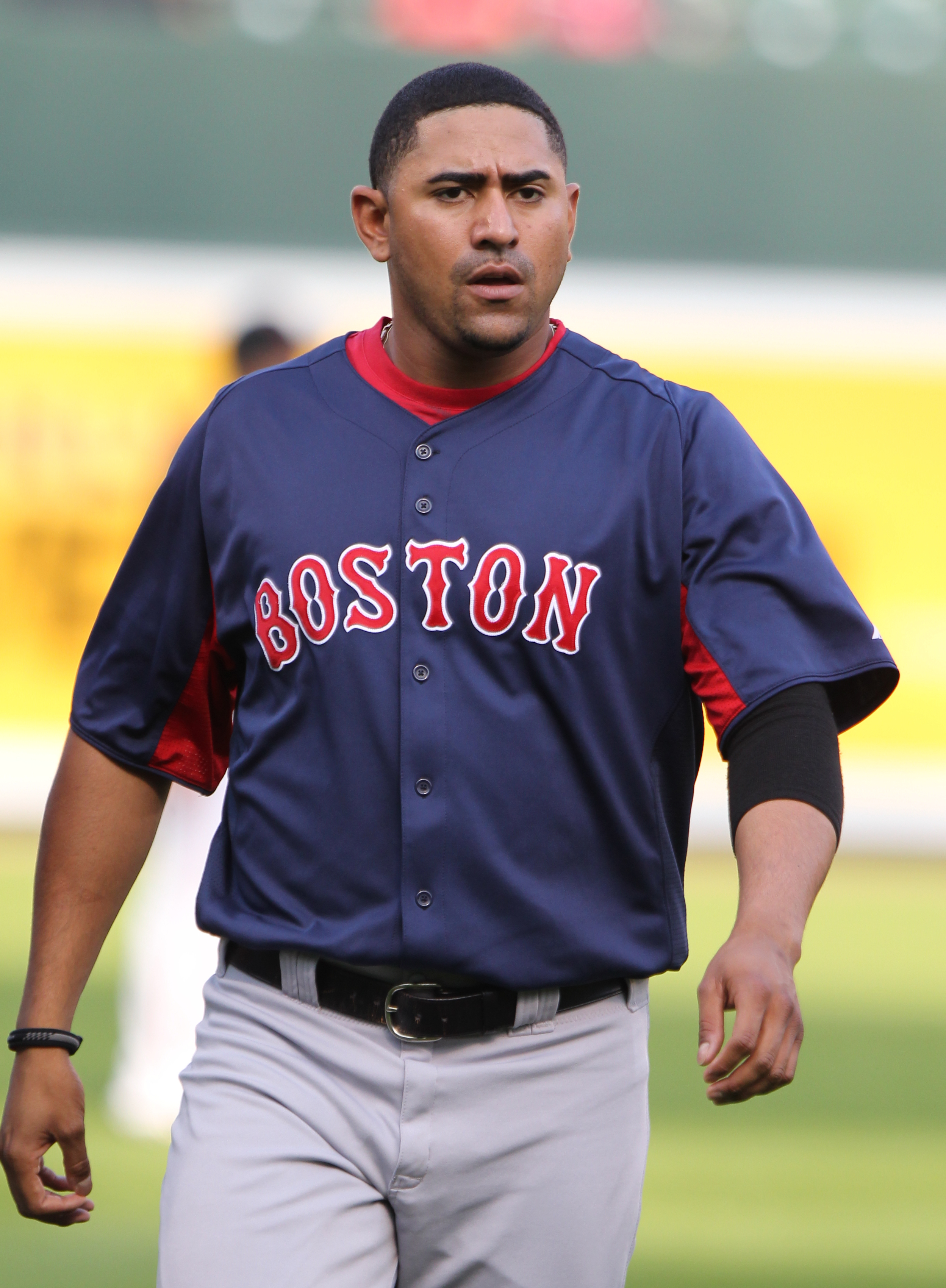
Franklin Morales en 2011 avec les Red Sox de Boston.

#### Saison 2011
Le 19 mai 2011, après avoir commencé la saison au Colorado, Morales est échangé aux Red Sox de Boston par les Rockies. Il termine la saison 2011 avec une victoire et deux défaites en 50 parties, dont 36 pour Boston. Sa moyenne de points mérités de 3,69 en 46 manches et un tiers lancées est sa meilleure depuis son entrée dans les majeures.

#### Saison 2012
En 2012, Morales remet une moyenne de points mérités de 3,77 et lance 76 manches et un tiers, un sommet pour lui en une saison. Il enregistre 76 retraits sur des prises, réalise un sauvetage, est gagnant de 3 matchs et écope de 4 défaites. Il entre en jeu dans 37 parties des Red Sox, dont 9 comme lanceur partant.

#### Saison 2013
Morales remporte la Série mondiale 2013 avec Boston. Il se bat contre des blessures toute la saison régulière. Celle-ci ne débute qu'à la fin mai, le temps de soulager des douleurs causés par un disque du dos. Un mois plus tard, il retourne sur la liste des blessés. Après un premier match comme lanceur partant le 30 mai contre Philadelphie, il n'est utilisé que comme releveur. Finalement, il ne lance que dans 20 matchs des Red Sox, remporte deux victoires contre deux défaites, et affiche une moyenne de points mérités de 4,62 en 25 manches et un tiers lancées. En séries éliminatoires, il accorde un point aux Rays de Tampa Bay en un tiers de manche dans la Série de division mais blanchit les Tigers de Détroit malgré deux coups sûrs et un but-sur-balles accordés en une manche lancée au total en deux apparitions en Série mondiale.

### Retour chez les Rockies du Colorado
Le 18 décembre 2013, les Red Sox de Boston échangent Franklin Morales et le lanceur des ligues mineures Chris Martin aux Rockies du Colorado pour le joueur de champ intérieur Jonathan Herrera.

### Royals de Kansas City
Le 19 février 2015, il signe un contrat des ligues mineures avec les Royals de Kansas City.
Il fait partie de l'équipe des Royals championne de la Série mondiale 2015.

### Blue Jays de Toronto
Le 5 mars 2016, Morales signe un contrat des ligues mineures avec les Brewers de Milwaukee. Libéré le 28 mars à quelques jours de début de la saison suivante, il rejoint les Blue Jays de Toronto le 2 avril 2016.